# Brachyelytrum aristosum
Brachyelytrum aristosum là một loài thực vật có hoa trong họ Hòa thảo. Loài này được (Michx.) Trel., Branner & Coville mô tả khoa học đầu tiên năm 1888 ubl.1891.